# Molophilus dalby
Molophilus dalby là một loài ruồi trong họ Limoniidae. Chúng phân bố ở miền Australasia.